# 大王庙满族镇
大王庙满族镇，是中华人民共和国辽宁省葫芦岛市绥中县下辖的一个乡镇级行政单位。

## 行政区划
大王庙满族镇下辖以下地区：
大王庙社区、大王庙村、大黄羊沟村、小黄羊沟村、黄土坎村、石山沟村、吴二沟村、慈愍庵村、水泉沟村、砬子山村、魏家屯村、东双山村、黄家屯村、毛家沟村、孤山子村、高家岭村、车道岭村、山嘴子村、红庙子村、双龙沟村、烧锅杖子村和专杖子村。